# Accident des Black Hawk

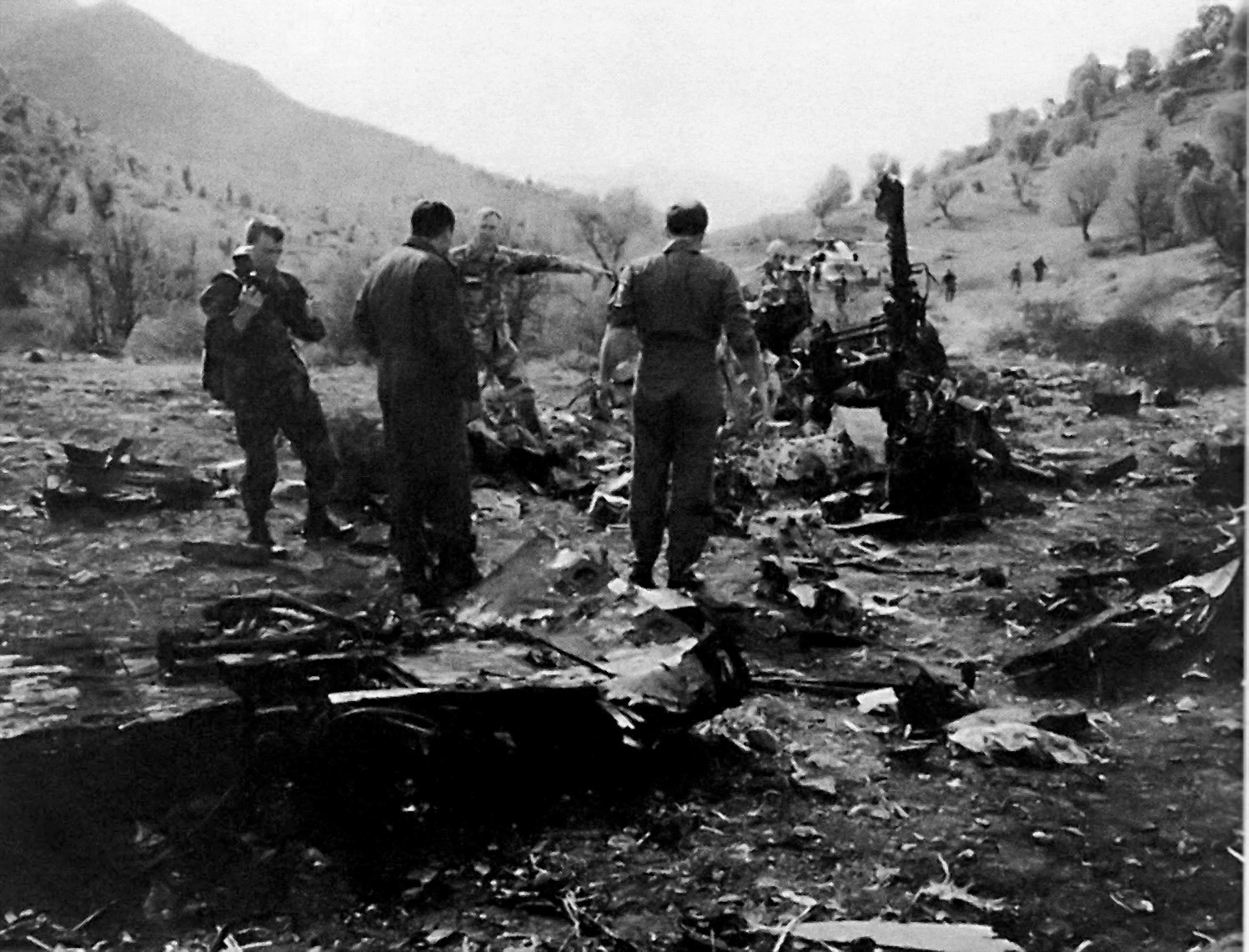
Militaires américains sur la zone du crash de l'un des Black Hawk.

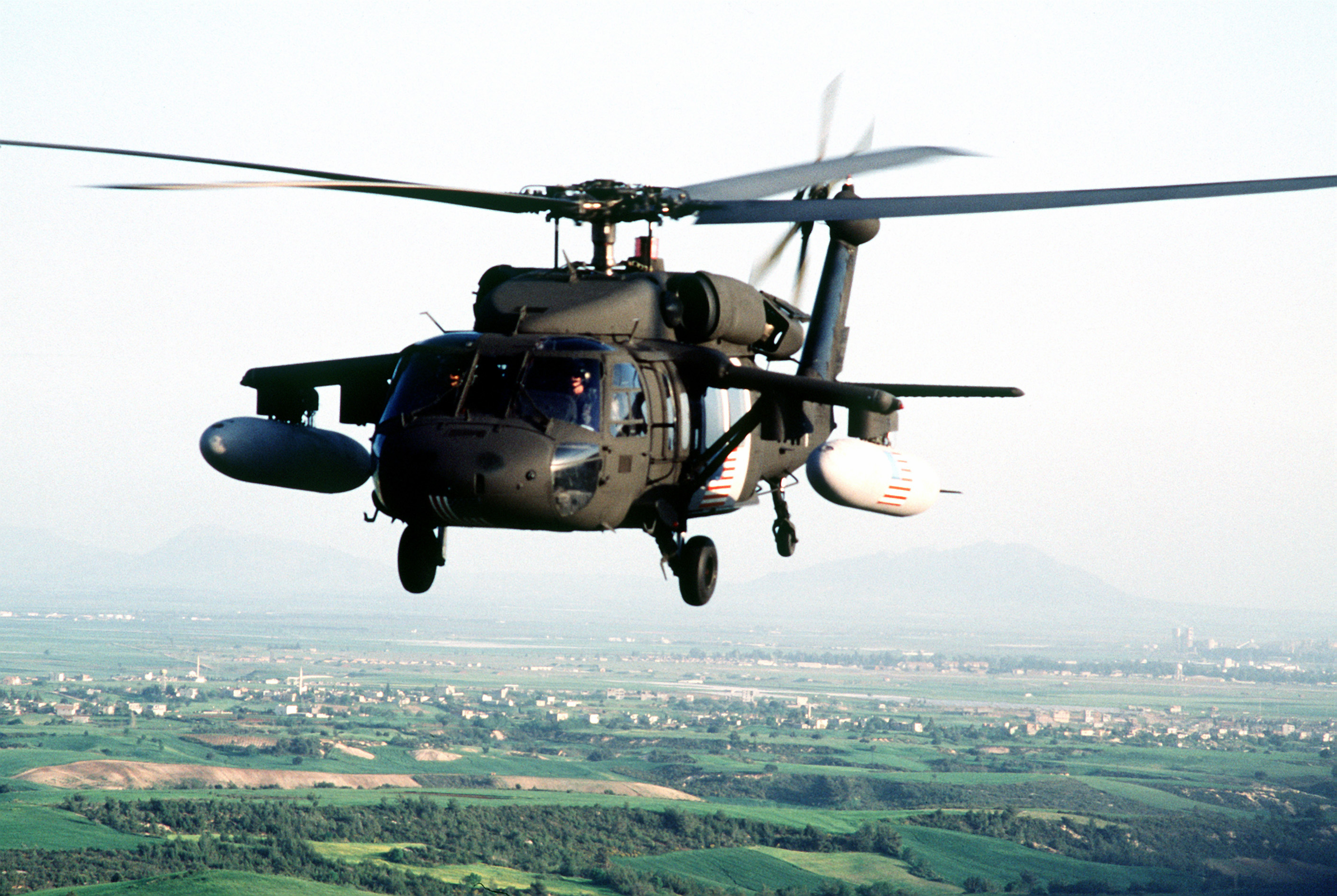
UH-60 Black Hawk durant l'opération Provide Comfort en 1995 dans la même configuration que deux abattus.

L’accident des Black Hawk est la destruction par méprise de deux hélicoptères UH-60 Black Hawk de l'United States Army près d'Erbil en Irak durant l'opération Provide Comfort (OPC) le 14 avril 1994.
Deux avions de chasse F-15C de l'United States Air Force in Europe (USAF) commandés par un avion E-3 Sentry avec système de détection et de commandement aéroporté, ont fait feu avec des missiles air-air sur les hélicoptères qu'ils croyaient être des Mil Mi-24 irakiens.
Les vingt-six personnes à bord, civils et militaires, de nationalités américaines, britanniques, françaises, turques et kurdes  sont mortes dans ce « tir ami ».
Une enquête de l'armée de l'air américaine déclara l'incident lié à plusieurs facteurs. Les pilotes des F-15 sont tenus responsables de la mauvaise identification des hélicoptères. Les membres d'équipage de l'avion de détection et de commandement sont également tenus responsable de ne pas être intervenus pour éviter l'incident. De plus, les systèmes d'identification friend or foe (IFF) n'ont pas fonctionné. Elle souligna également la mauvaise intégration des opérations héliportées dans l'opération globale par le commandement de l'armée américaine. À la suite de cette enquête, plusieurs officiers de l'USAF sont sanctionnés, mais un seul, Jim Wang est poursuivi en cour martiale et est finalement acquitté.
Après des plaintes des familles des victimes et des critiques quant à la capacité de l'armée à incriminer ses soldats, le sénat américain et la chambre des représentants ont mené leurs propres enquêtes sur l'incident et la réponse fournie par l'armée. Ronald R. Fogleman (en), le nouveau Chief of Staff a donné sa version des faits à propos des officiers impliqués dans l'incident.
L'enquête de Fogleman a sanctionné plus sévèrement plusieurs officiers impliqués. À la suite de cela, le département de la défense américain a refusé l'interrogation de quatre officiers pour l'enquête du sénat, qui n'a ensuite jamais été publiée. L'enquête de la chambre des représentants, conduite en partie par le Government Accountability Office (GAO), a finalement conclu que le système d'enquête et de justice de l'armée a globalement fonctionné comme il le devait, mais a aussi souligné que les refus du département de la défense empêchait l'accès à des témoignages clés.

## Contexte
Le 7 avril 1991, l'Irak accepte les conditions de cessez-le-feu et les résolutions de l'ONU, terminant ainsi officiellement la guerre du Golfe. Le même jour, un mouvement constitué de plusieurs agences humanitaires et sous l'autorité de la résolution no 688 du Conseil de Sécurité de l'ONU vient en aide à environ 500 000 réfugiés kurdes qui avaient fui les forces armées Irakienne vers le nord du pays. Le 18 avril 1991, John Shalikashvili prend le commandement de l'opération mené par les États-Unis pour assurer l'application des résolutions de l'ONU, et la sécurité des réfugiés kurdes : l'Opération Provide Comfort (OPC),,.
L'OPC a pris place dans une zone du nord de l'Irak, au nord du 36e parallèle. Cette zone d'environ 160 km par 70 km a été conçue comme une zone de non-survol par les forces de la coalitions de l'ONU, enfreinte par la force d'action combinée, avec patrouilles quotidiennes armées par les nations participantes. Ceci inclut le Royaume-Uni, la France, la Turquie et les États-Unis. L'armée américaine a été chargée de l'assistance des agences civiles pour construire des bâtiments et infrastructures pour les kurdes réfugiés au nord de l'Irak. Dans les trois ans qui ont suivi, 27 000 avions et 1 400 hélicoptères de la coalition ont pénétré la zone pour assister les opérations humanitaires sans intervention des avions irakiens ou de toute autre unité militaire.

## Accident
Le 14 avril 1994 à 07 h 36 (heure locale), un E-3 AWACS de l'armée américaine, du 963e escadron de patrouille aérienne (basé à Tinker Air Force Base dans l'Oklahoma) décolle de l'Incirlik Air Base en Turquie, support de l'OPC. L'AWACS et ses 19 membres d'équipage, sous le commandement du Major Lawrence Tracy, devait fournir une surveillance et un contrôle de l'espace aérien durant son temps de vol. L'équipage a confirmé l'altitude et sa position de surveillance indiquée de 32 000 pieds (9 750 m) située en Turquie, juste au nord de la frontière nord de l'Irak, à 8 h 45. Le temps était alors dégagé et clair sur le nord de l'Irak.
À 8 h 22, deux hélicoptères américains UH-60 Black Hawk du  6e bataillon, 159e régiment d'aviation basé à Giebelstadt en Allemagne, appelés Flotte de l'Aigle décollent de Diyarbakır, près de Pirinçlik en Turquie pour se diriger vers le centre de coordination militaire de l'opération situé à 240 km, à Zakho en Irak. Les deux hélicoptères étaient équipés avec deux réservoirs à essence externes de 870 litres sur flotteurs, montés à côté de chaque porte latérales, et aux couleurs du drapeau des États-Unis. En plus des drapeaux sur les réservoirs, des drapeaux américains étaient présents sur les portes latérales, le nez et le ventre des hélicoptères. Le premier Black Hawk était piloté par le Capitaine Patrick McKenna, commandant de l'escadron Aigle, composé de six hélicoptères.
À 9 h 21, les Black Hawks signalent leur entrée dans la zone de non-survol par radio, sur la fréquence du commandant des opérations, le Lieutenant Joseph Halcli, et atterri six minutes plus tard au Centre de Commandement Militaire (MCC). Hallali et son supérieur le Capitaine Jim Wang, le directeur de l'AWACS ajoutent la mention "hélicoptère ami" sur leurs radars, et notent que leurs deux hélicoptères signalaient l'utilisation de systèmes d'identification friend or foe avec des signaux en Mode I et en Mode II. Ils suspendent la mention de leurs radars à l'atterrissage au MCC à 9 h 24.